# ピエール・アントニオ・ミケーリ

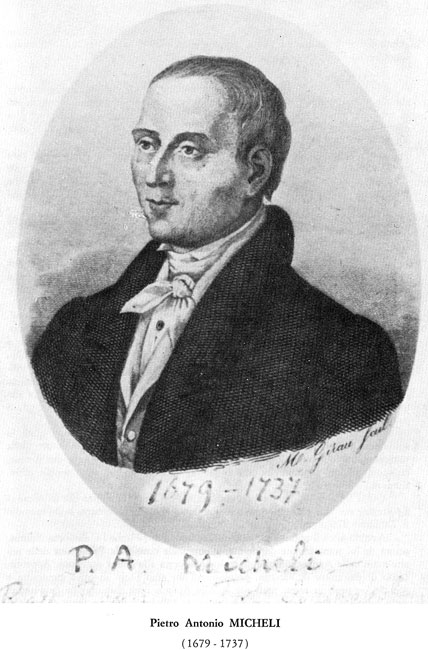
ピエール・アントニオ・ミケーリ

ピエール・アントニオ・ミケーリ（Pier Antonio Micheli、1679年12月11日 - 1737年1月1日）は、イタリアのカトリックの神父、植物学者である。1729年に出版された著作『新しい植物類』（Nova plantarum genera iuxta Tournefortii methodum disposita）はキノコ（菌類）の研究の歴史において重要な書籍である。

## 生涯
フィレンツェで生まれた。独学でラテン語と植物学を学んだ後、ブルーノ・トッツィ（Bruno Tozzi）のもとで学んだ。1706年にトスカーナ大公、コジモ3世によって、フィレンツェのセンプリチ庭園の園長とピサ大学の植物学の教授に任じられた。
著書の『新しい植物類』（Nova plantarum genera）は菌類研究の分野で当時の萌芽的な研究を集積したもので、胞子発芽実験を行い、適当な条件を与えれば胞子から胞子を採ったものと同じ菌が生えることも示した。1800の植物を記載し、そのうち1400は初めて記載されたものである。900の蘚苔類を記述し73の図版が添付された。ミケーリの記述は当時、菌類の自然発生を主張する植物学者からは懐疑的な見方をされた。
植物や鉱物標本のコレクターで、しばしば採集旅行を行い、1736年に採集旅行中に病気となり、フィレンツェで死亡した。
モクレン科の属、オガタマノキ属（Michelia）に献名されている。